# Victoria Park Nature Reserve
Victoria Park Nature Reserve är en park i Australien. Den ligger i delstaten New South Wales, i den sydöstra delen av landet, omkring 590 kilometer norr om delstatshuvudstaden Sydney.
Närmaste större samhälle är Lismore, omkring 17 kilometer nordväst om Victoria Park Nature Reserve. 
I omgivningarna runt Victoria Park Nature Reserve växer i huvudsak städsegrön lövskog. Runt Victoria Park Nature Reserve är det ganska tätbefolkat, med 80 invånare per kvadratkilometer. Genomsnittlig årsnederbörd är 1 776 millimeter. Den regnigaste månaden är januari, med i genomsnitt 298 mm nederbörd, och den torraste är oktober, med 39 mm nederbörd.